# Diradops hyphantriae
Diradops hyphantriae är en stekelart som beskrevs av Dmitriy R. Kasparyan och Pinson 2007. Diradops hyphantriae ingår i släktet Diradops och familjen brokparasitsteklar. Inga underarter finns listade i Catalogue of Life.